# Place Wilson (Toulouse)
Pour les articles homonymes, voir Place Wilson.
La place du Président-Thomas-Woodrow-Wilson (en occitan : plaça del President Thomas Woodrow Wilson), ou simplement Wilson, est une voie de Toulouse, chef-lieu de la région Occitanie, dans le Midi de la France.

## Situation et accès

### Description
La place du Président-Thomas-Woodrow-Wilson est une voie publique. Elle se trouve au cœur du quartier Saint-Georges.
Elle prolonge les allées Jean-Jaurès, reliant le cœur de la cité au canal du Midi. Construits autour de la place, des cafés et des cinémas concentrent l'activité nocturne estudiantine. C'est avec la place Saint-Pierre un des lieux animés de Toulouse.

### Voies rencontrées
La place du Président-Thomas-Woodrow-Wilson rencontre les voies suivantes, dans l'ordre des numéros croissants :
1. Allées du Président-Franklin-Roosevelt
2. Rue d'Austerlitz
3. Rue Lafayette
4. Rue Lapeyrouse
5. Rue Saint-Antoine-du-T.
6. Rue des Trois-Journées

### Transports
La place du Président-Thomas-Woodrow-Wilson est parcourue et desservie, entre la rue Saint-Antoine-du-T et la rue des Trois-Journées, par la navette Ville. Les stations de métro les plus proches sont la station Capitole, sur la ligne , et la station Jean-Jaurès, sur les lignes de métro  . On trouve à proximité les arrêts des lignes de Linéo L1L8L9L14 et de bus 1523.
Les stations de vélo en libre service VélôToulouse les plus proches se trouvent dans les rues voisines : ce sont les stations no 1 (12 rue du Poids-de-l'Huile), no 2 (21 rue Lafayette), no 3 (62 rue de la Pomme), no 7 (6 rue du Rempart-Villeneuve), no 19 (62 boulevard Lazare-Carnot) et no 20 (60 boulevard Lazare-Carnot).

## Odonymie

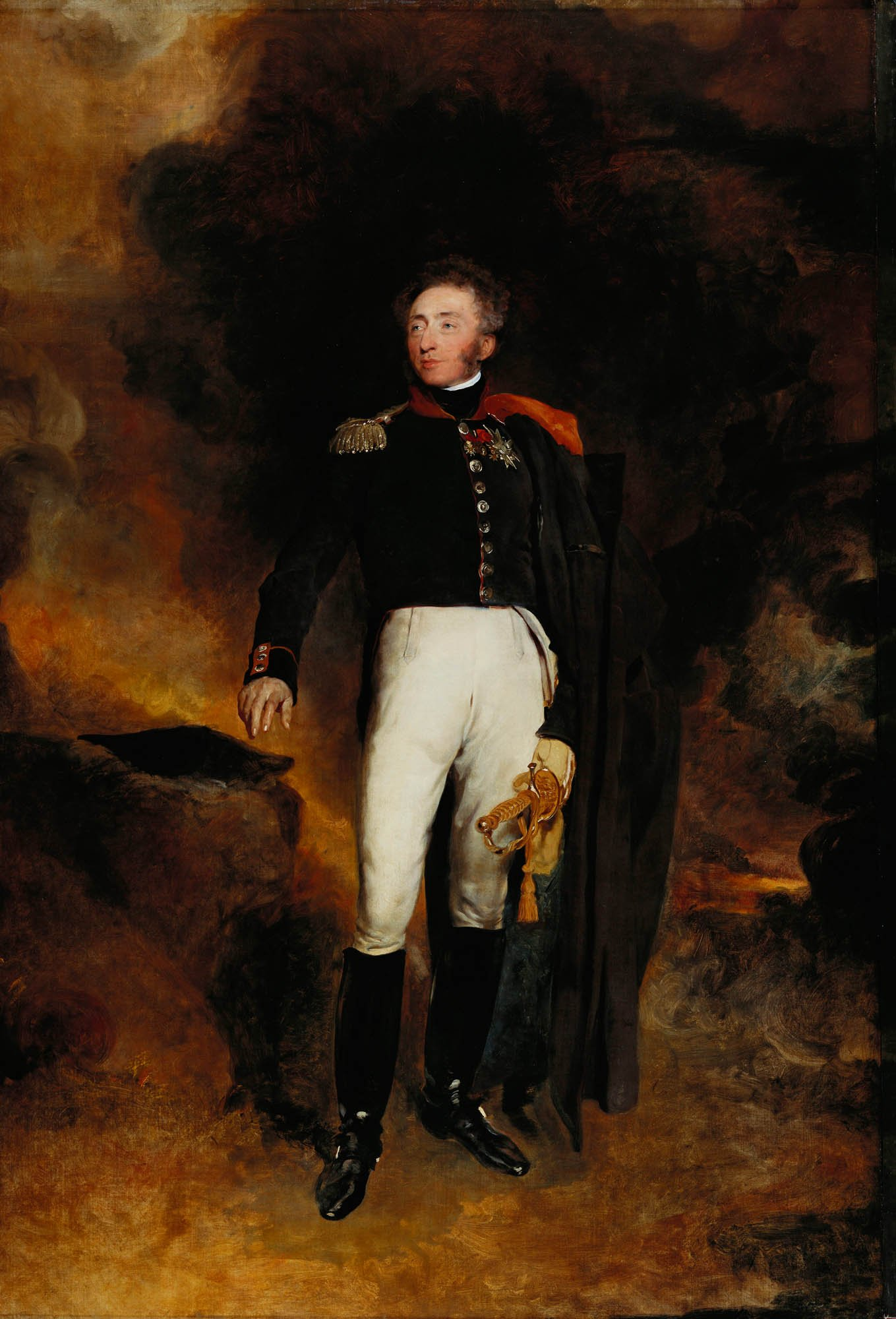
Portrait du duc d'Angoulême par Lawrence (1825, château de Windsor).

La place porte le nom de Thomas Woodrow Wilson (1856-1924), 28e président des États-Unis de 1912 à 1920. En avril 1917, il engagea son pays dans la Première Guerre mondiale aux côtés des Alliés. Le 4 juillet 1918, la municipalité toulousaine, dirigée par Jean Rieux, nomma Thomas Woodrow Wilson citoyen d'honneur de la ville et donna son nom à la place.
La place, lors de son aménagement au début du XIXe siècle, est d'abord simplement nommée place Villeneuve, comme la rue qui y débouche à l'est (actuelle rue Lafayette). Entre les XIIe et XVe siècles, la maison de Vilanòva (« Villeneuve » en occitan) est une importante famille de la noblesse urbaine toulousaine. Leur proximité avec les chanoines de Saint-Sernin leur permet d'obtenir la garde d'une des tours (emplacement des actuels no 22-24 rue Lafayette) du bourg qui se développe autour de l'abbaye. Plusieurs de ses membres, dans l'entourage des comtes de Toulouse, accèdent également à des fonctions importantes : en 1147, Pons de Vilanòva, viguier de la ville, fait partie des premiers capitouls.
En 1816, la municipalité toulousaine, acquise à la monarchie de la Restauration, nomme la place en l'honneur de Louis-Antoine d'Artois (1775-1844), duc d'Angoulême, fils de Charles d'Artois et neveu du roi Louis XVIII. Il avait fait son entrée le 27 avril 1814 dans Toulouse, à la suite des troupes du général britannique Arthur Wellesley, duc de Wellington, après la bataille du 18 avril. Mais en 1835, après le renversement du roi Charles X au profit de son cousin, Louis-Philippe, la place est renommée en l'honneur de Gilbert du Motier, marquis de La Fayette (1757-1834) : le « héros des deux mondes » était une figure consensuelle, représentant l'esprit de réconciliation et de modération que souhaitait incarner la monarchie de Juillet. Pourtant, en 1850, après la mise en place de la Deuxième République, la municipalité souhaita honorer le président, Louis-Napoléon Bonaparte. C'est finalement en 1870, après la chute du Second Empire et l'exil de Napoléon III, que la place reprit le nom de Lafayette, qu'elle perdit finalement en 1918,.

## Histoire

### Moyen Âge
C'est à cet endroit que Simon de Montfort rencontra les consuls lors du siège de 1216. Ce n'était alors qu'un pré à l'extérieur des remparts, fermés ici par la porte Villeneuve.

### Période moderne
Lorsque les protestants furent chassés de la ville après les combats de la "Délivrance" en 1562, c'est par cette porte qu'ils sortirent (leur place forte était le Capitole tout proche). Pour empêcher symboliquement tout retour, les catholiques toulousains firent condamner la porte et installèrent une vierge, Notre-Dame du Rempart, afin de défier les bannis.
En 1778, les capitouls, voulant faire cesser les multiples accidents causés par les rouliers venant s'acquitter des droits d'entrée en ville dans l'aile nord du Capitole, décidèrent de faire rouvrir la porte. Ce qui est fait en 1783, Jacques-Pascal Virebent, tout juste nommé architecte de la ville, en profite pour dessiner un projet de double place « intérieure » et « extérieure » (comme celle que Saget venait de réaliser à Saint-Cyprien) avec une porte monumentale au milieu. Mais rien n'est fait jusqu'en 1788, quand la disette pousse la municipalité à utiliser la nombreuse main-d'œuvre disponible pour les premiers travaux de déblaiement.

### Époque contemporaine
Les travaux s'interrompent au début de la Révolution et ne reprendront, sur l'insistance de Virebent, qu'en 1806 : près de 300 m de murailles sont détruits pour bâtir le côté « intérieur » (vers la ville) de la place et les immeubles qui la bordent. Le côté extérieur est bâti entre 1817 et 1834. Les décorations prévues par l'architecte en haut de ses immeubles avaient été refusées par la municipalité par souci d'économie.
En même temps que s'achève la construction de la place, la municipalité prévoit de bâtir au milieu un monument à celui dont elle a pris le nom, le dauphin et duc d'Angoulême. En 1824, juste après l'expédition d'Espagne où l'armée française a rétabli le roi Ferdinand VII, est voté par le conseil municipal un crédit pour bâtir un monument-fontaine à la gloire du duc qui commandait l'armée. Le concours est agité, l'architecte de la ville (et concepteur de la place) Jacques-Pascal Virebent tentant de faire passer le projet de son fils Auguste avant les quatre qui ont été sélectionnés par le conseil municipal. Le 22 février 1825, l'architecte écrit au préfet que le projet de son fils a été choisi à l'unanimité par le jury et demande qu'il soit envoyé à l'administration centrale avec ceux sélectionnés par la municipalité. Mais le conseil municipal s'y oppose. Ces quatre projets (ceux d'Urbain Vitry, d'Antoine-Martin Garnaud et Achille Valois, d'Antoine Bibent et de Jean-Antoine Raynaud) sont envoyés en février 1825 à l'administration centrale. C'est celui de Garnaud et Valois qui est désigné en mai (Valois étant le statuaire officiel de la duchesse d'Angoulême depuis 1815). Mais un conflit entre l'administration (qui refuse que le monument serve de fontaine et conteste la figure du lion symbolisant l'Espagne) et la municipalité retarde la construction qui est pourtant symboliquement lancée lors de la visite en ville de la duchesse de Berry le 23 septembre 1828. La chute des Bourbons annule le projet. Garnaud et Valois proposent une version plus « libérale » de leur monument (le duc d'Angoulême est remplacé par la France, l'hydre de l'anarchie devient l'hydre du despotisme, le lion espagnol symbolise désormais le courage et la force du peuple français...) mais la municipalité est plus tentée par une colonne en fer fondu commémorant « les événements de la restauration de la liberté » dont le projet est confié à Vitry mais jamais réalisé (une maquette grandeur nature est tout de même édifiée au centre de la place en 1831).
La place reste donc vide et ce n'est qu'en 1876 qu'est construit le square Lafayette. Il est à l'époque entouré d'une grille en fer forgé et contient la sculpture Moïse brisant ses fers.

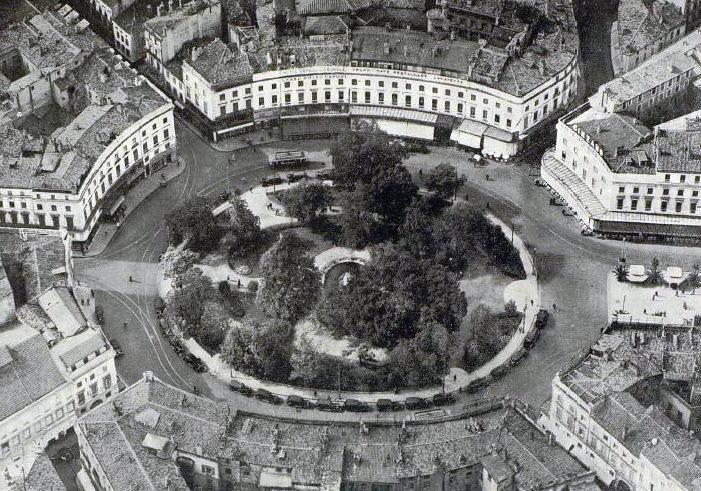
Le square Wilson en 1934.

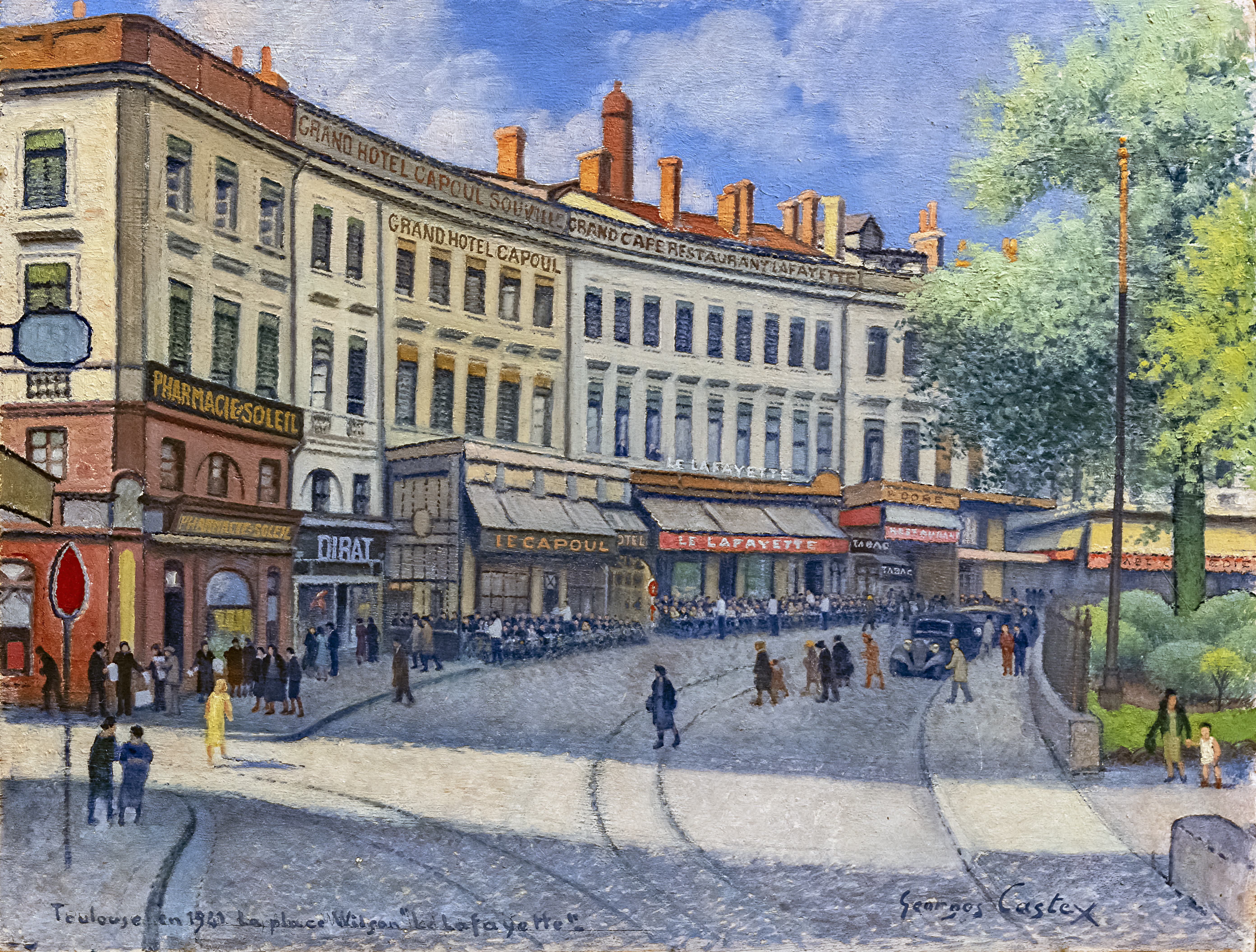
La place Wilson par Georges Castex (1941, musée du Vieux Toulouse).

Le monument à Goudouli est inauguré en 1908. Il était initialement prévu ailleurs. Le projet en avait été lancé en 1882 par la municipalité : il s'agissait d'une statue de Clémence Isaure couronnant le poète, le tout sur un vaste monument à fontaines, escaliers et gradins au milieu de la place du Capitole. Projet confié aux prix de Rome toulousains Alexandre Falguière, Antonin Mercié, Raymond Barthélemy, Jules Jacques Labatut et Pierre Esquié mais qui traine et est finalement transformé en 1894 en simple monument à Goudouli pour la place Matabiau (actuelle place Jeanne-d'Arc) par les sculpteurs Alexandre Falguière et Antonin Mercié et l'architecte Paul Pujol, mais n'est toujours pas réalisé à la mort de Alexandre Falguière en 1900. Il est finalement terminé en 1907, mais Paul Pujol suggère à la municipalité de le transférer dans le bassin du square Lafayette. Selon lui, Alexandre Falguière y avait déjà songé : « Il y a là l'ensemble ravissant de l'eau, des arbres et des fleurs, un cadre merveilleux qui s'offre à la nymphe de Garonne et au poète. Sa position au centre de la cité est des plus honorable pour un grand sculpteur... Je dois ajouter que chaque fois que je traversais en compagnie de Falguière, le square Lafayette, l'artiste ne manquait pas de me dire, en s'extasiant du charme de l'endroit : Ah ! Que je voudrais avoir à faire une statue de marbre à placer ici ». La municipalité approuve, le monument est adapté à son nouvel emplacement et inauguré le 23 mai 1908.
Pendant la Seconde Guerre mondiale, la municipalité avait souhaité en 1943 déménager le monument dans le bassin du Jardin des plantes mais recula devant le tollé suscité par ce transfert.
En 2005-2006, des travaux de piétonisation ont eu lieu, réduisant le nombre de voies pour voitures de deux à une, et pavant l'ensemble de la chaussée de porphyre et de marbre rose (comme les autres parties piétonnes du centre-ville). En 2007, le carrousel de Toulouse au décor reprenant des photographies de la ville, qui était depuis 17 ans sur la place Saint-Georges, s'installe sur la place Wilson.

## Patrimoine et lieux d'intérêt

### Immeubles
La place dessinée par Jacques-Pascal Virebent présente une architecture ordonnancée. Elle fait l'objet d’une inscription au titre des monuments historiques depuis le 20 août 1974. Tous les immeubles la bordant sont également inscrits.

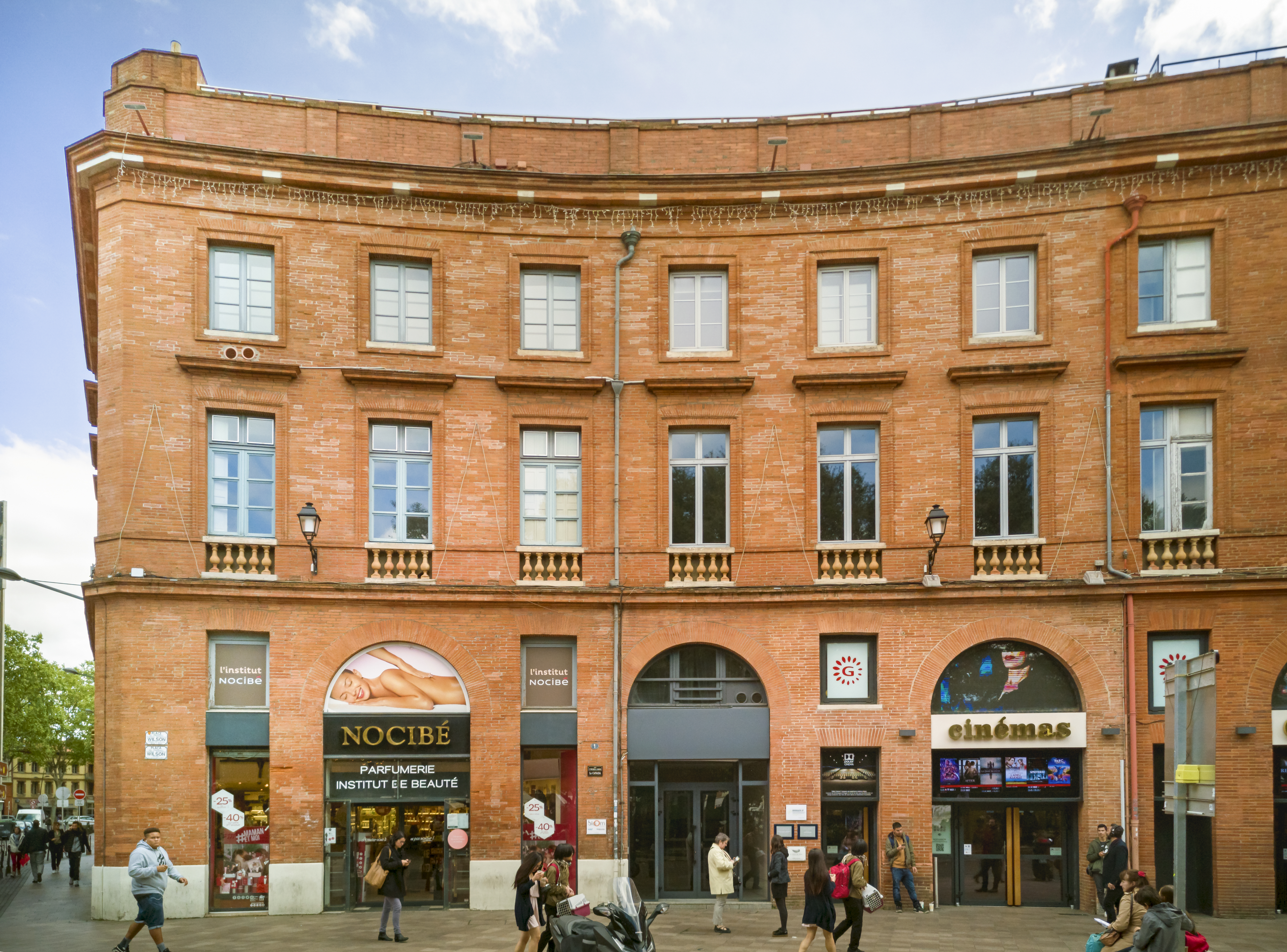
1, place Wilson[M 2]
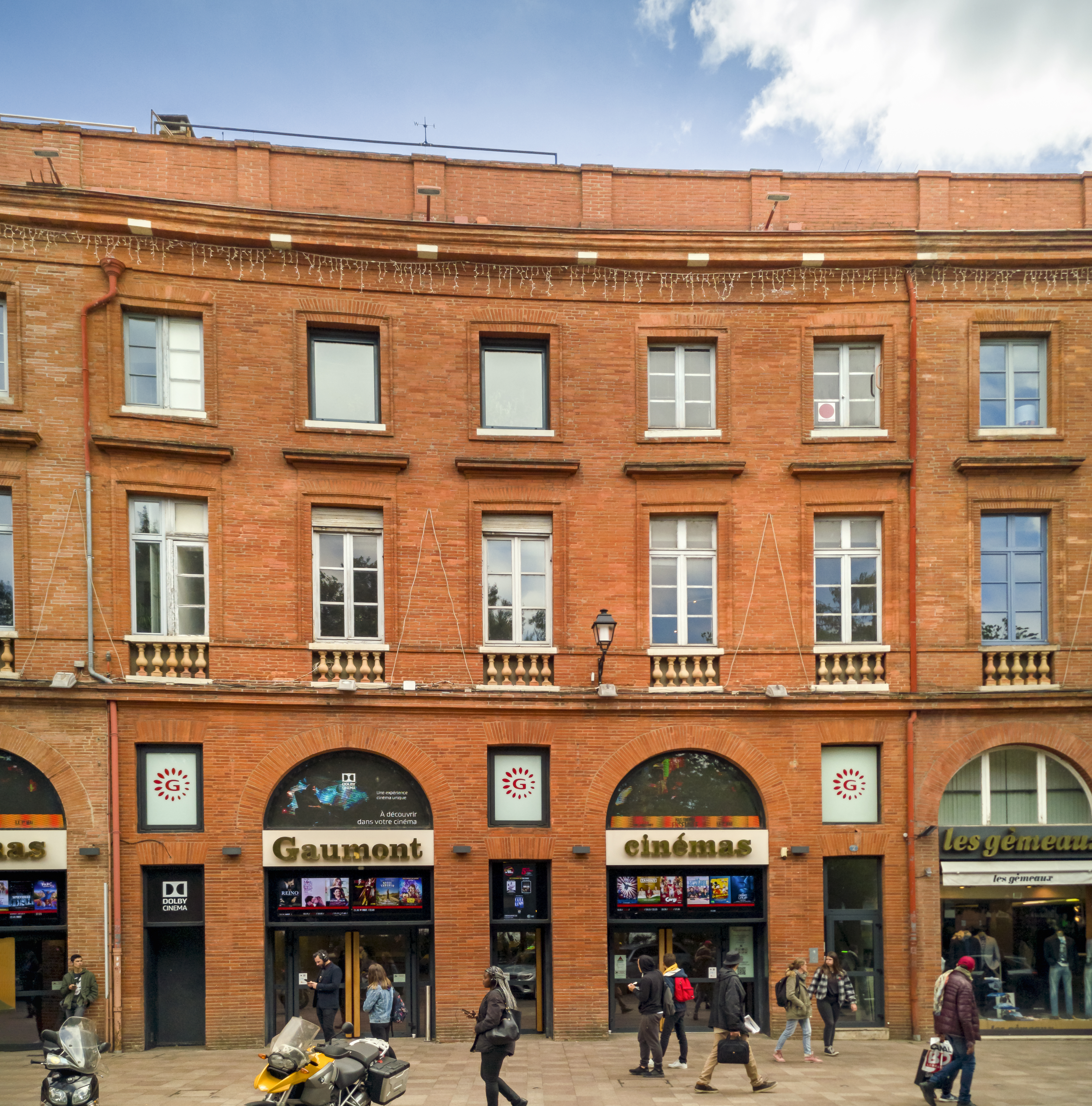
2, place Wilson[M 3]
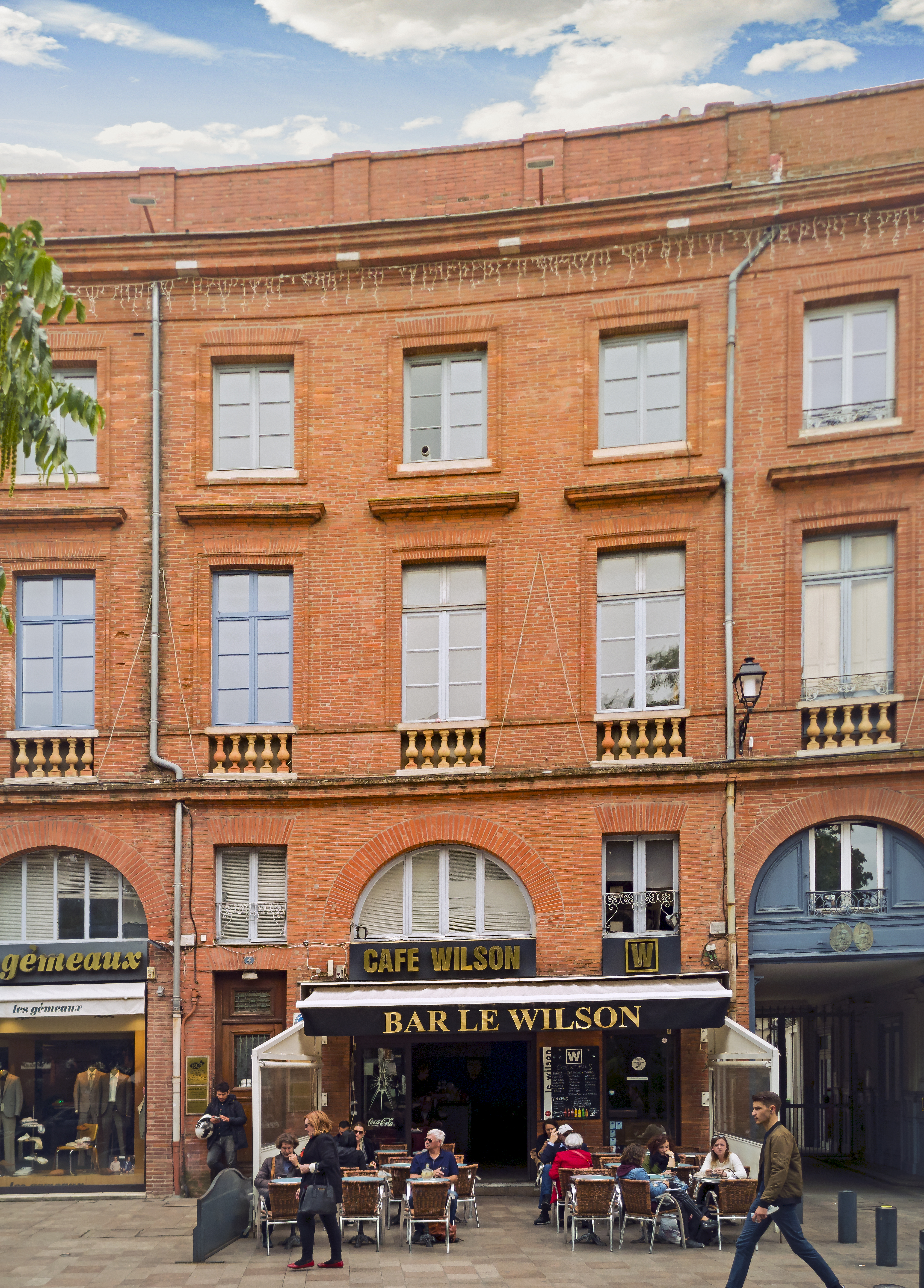
4, place Wilson[M 4]
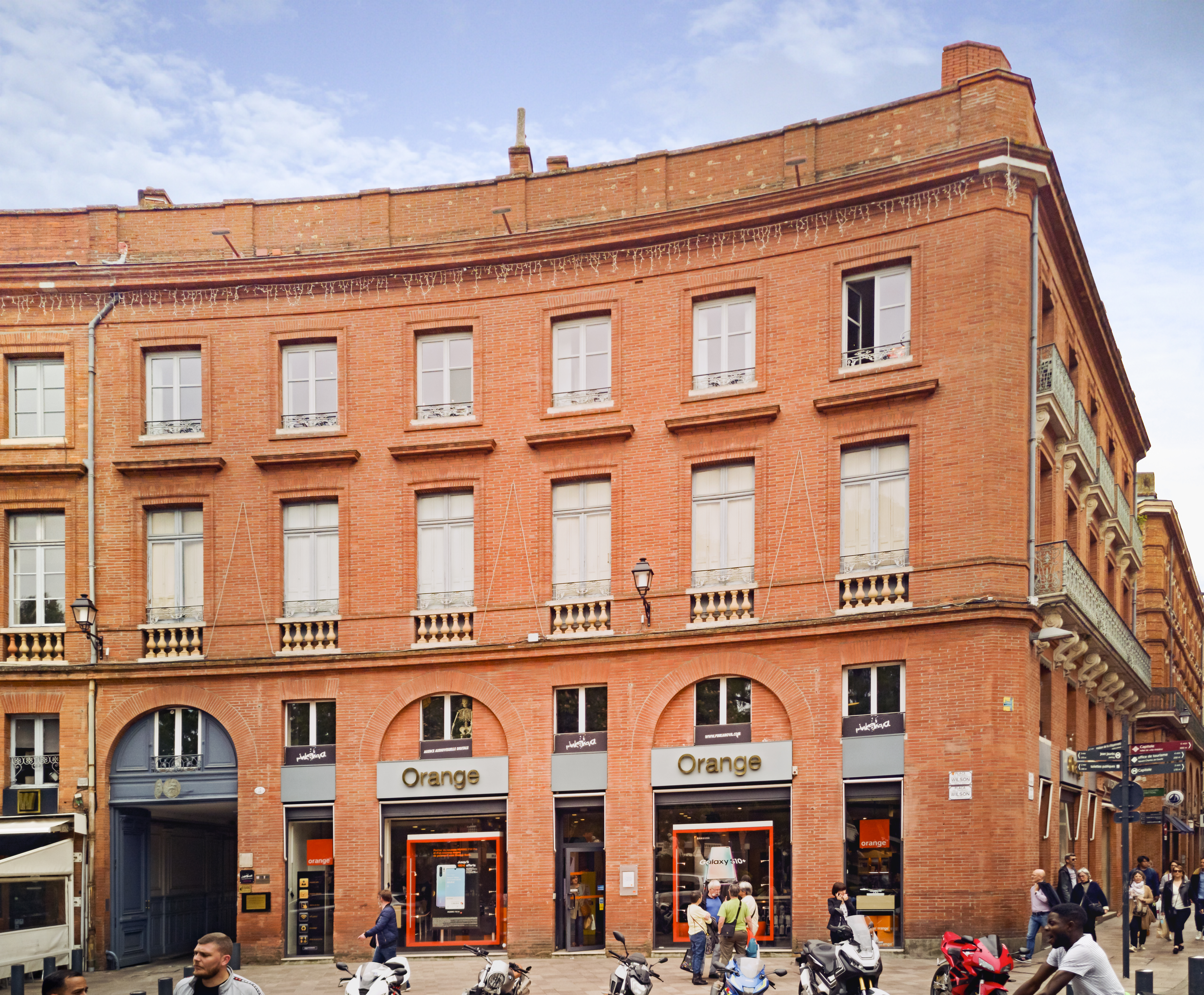
5, place Wilson[M 5]
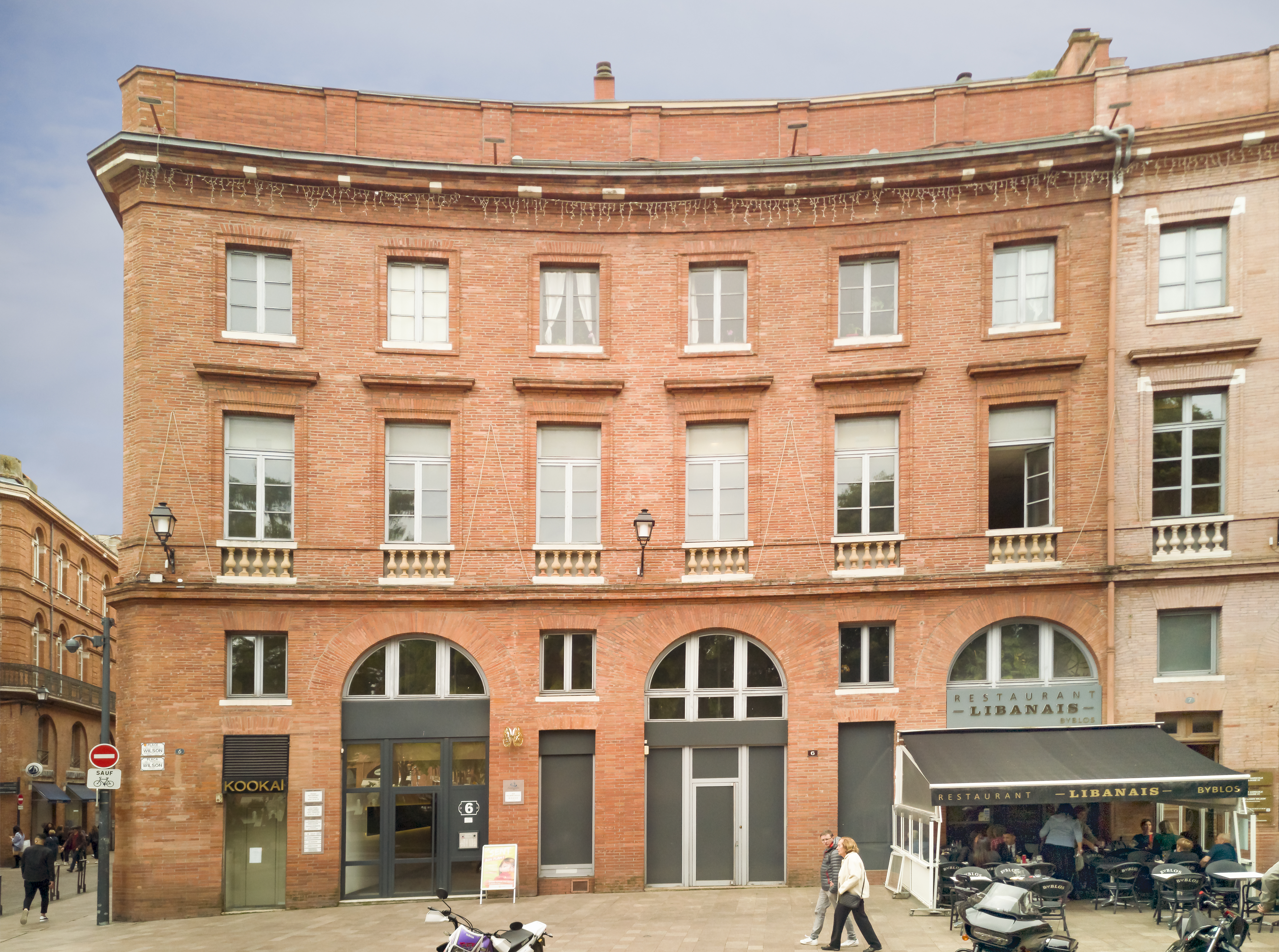
6, place Wilson[M 6]
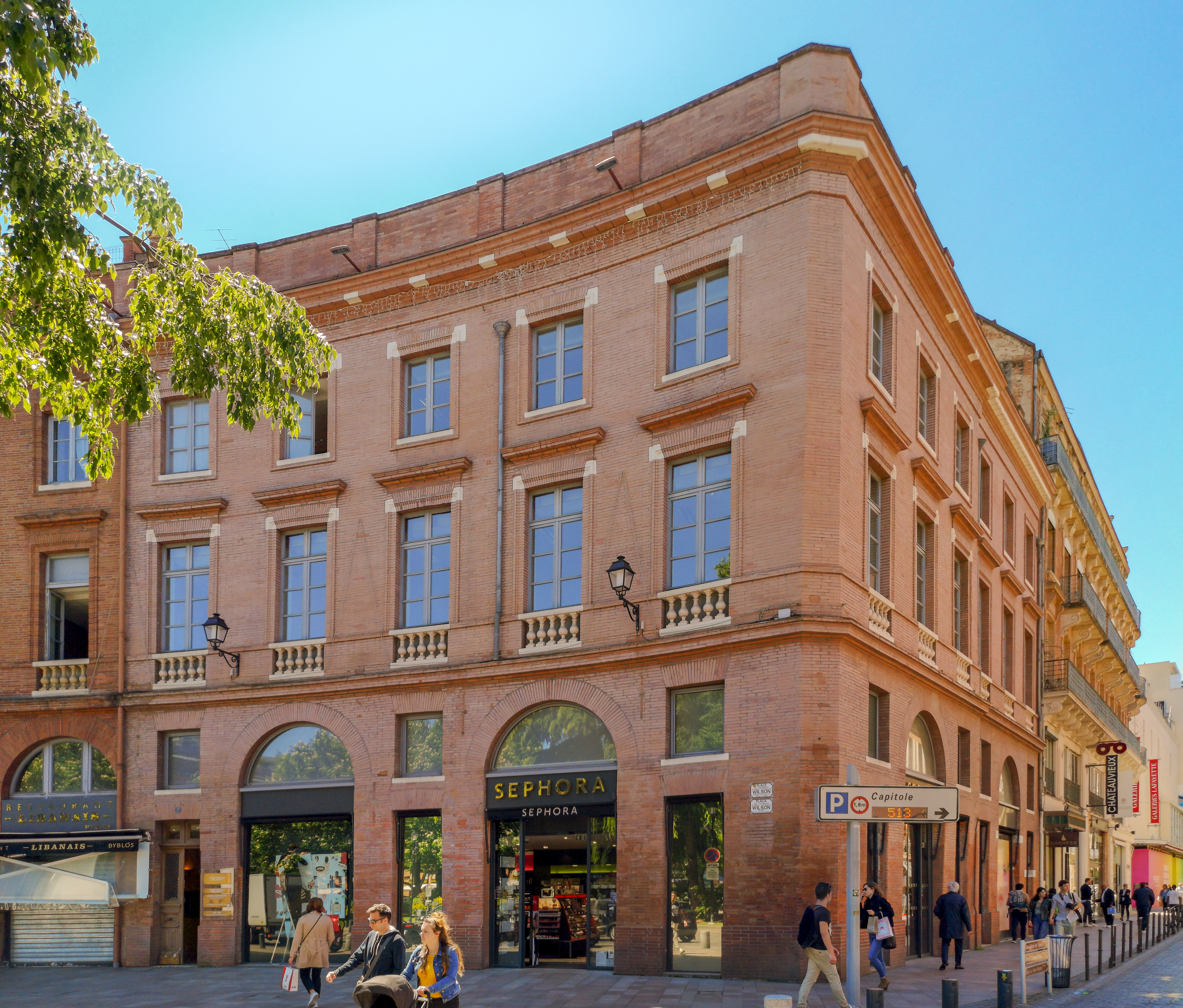
7, place Wilson[M 7]
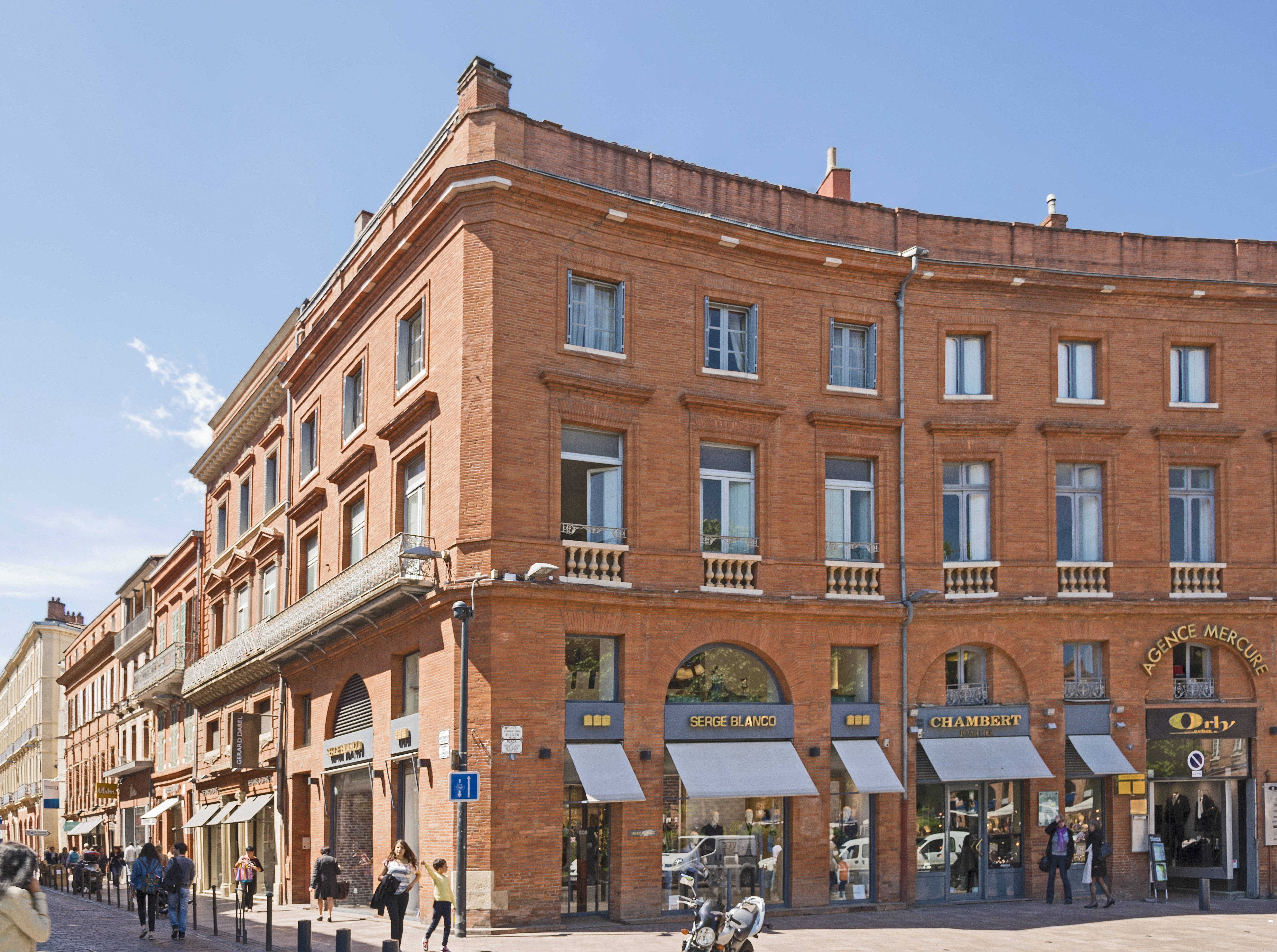
8, place Wilson[M 8]
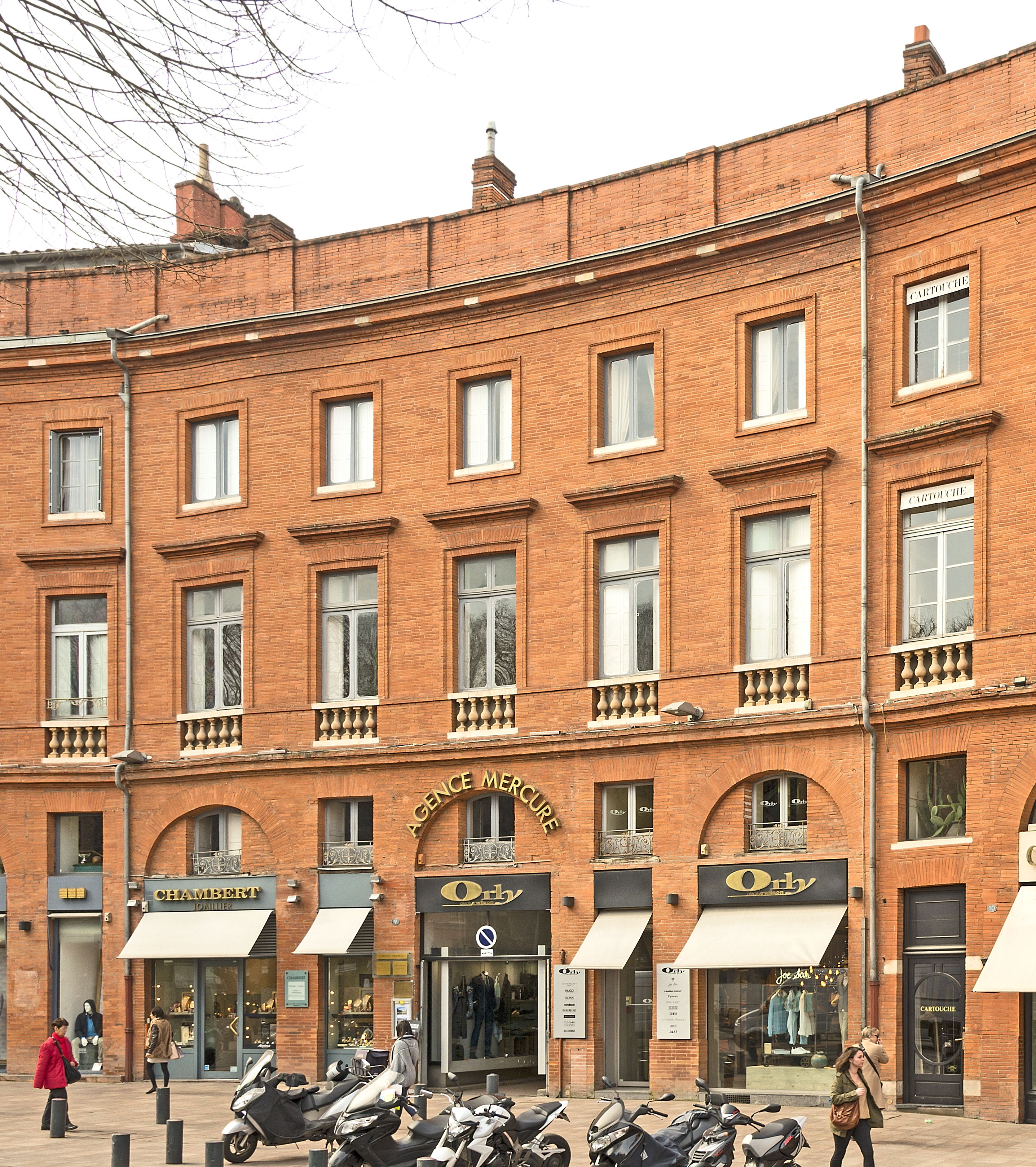
9, place Wilson[M 9]
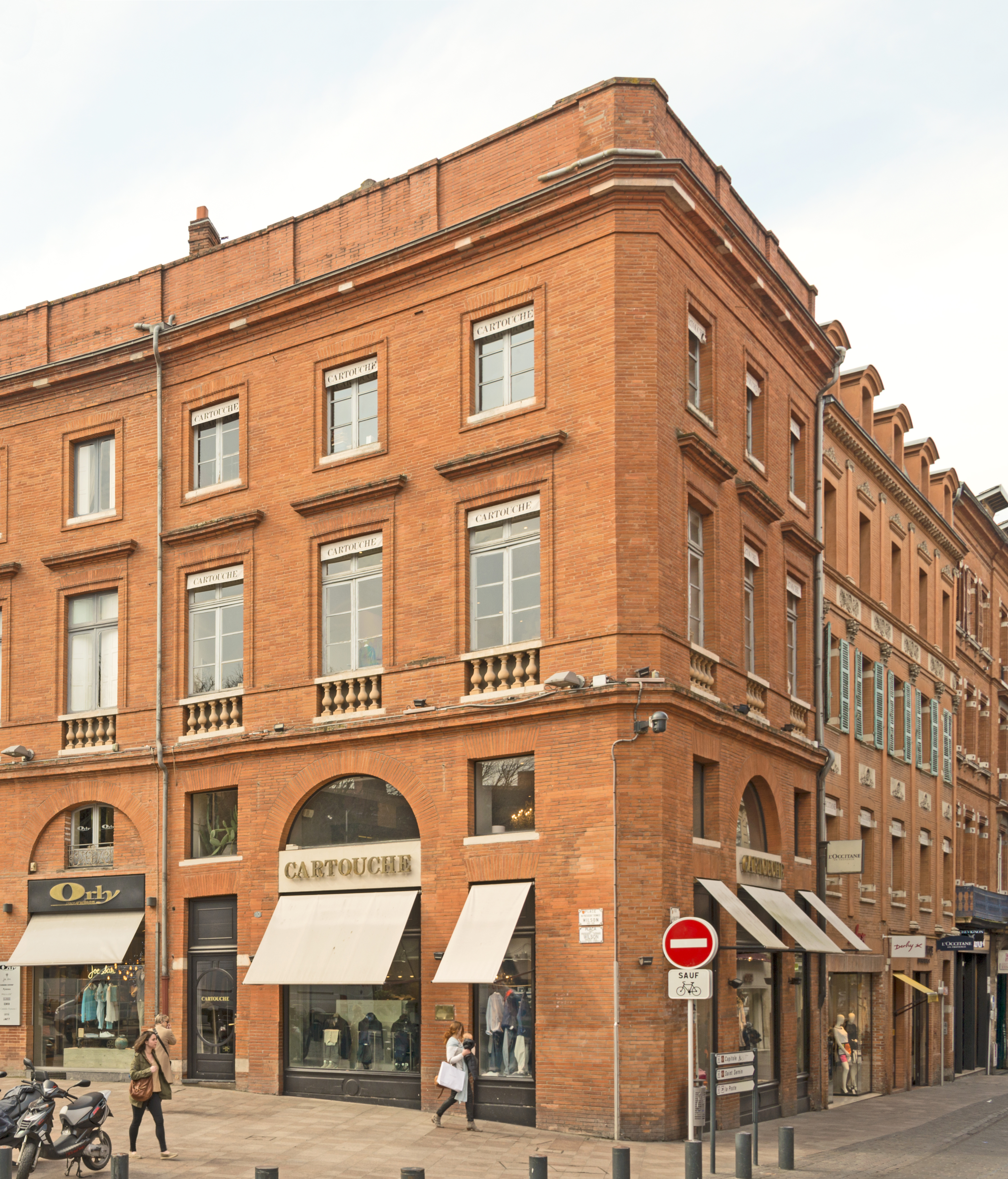
10, place Wilson[M 10]
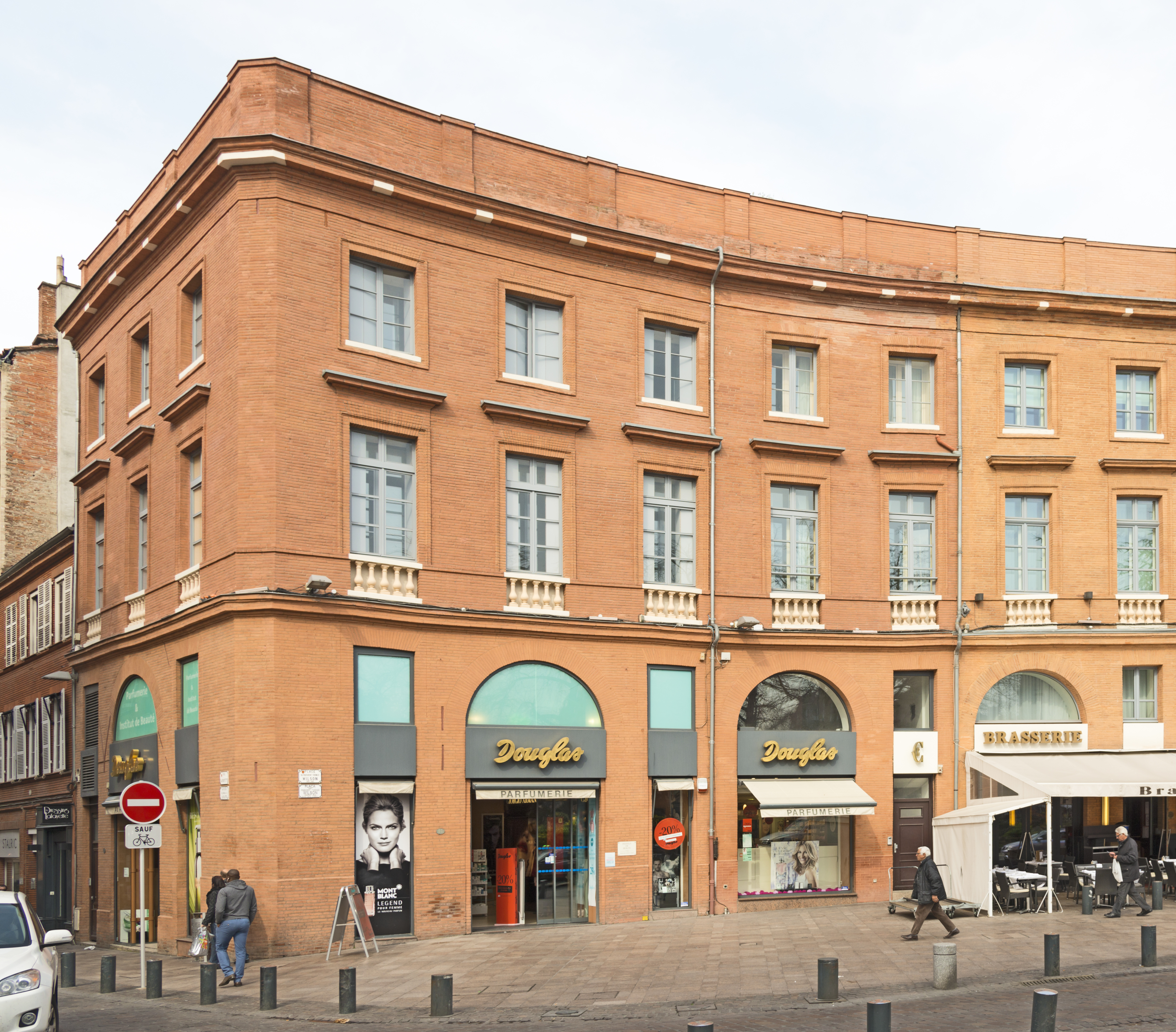
11, et 12, place Wilson[M 11],
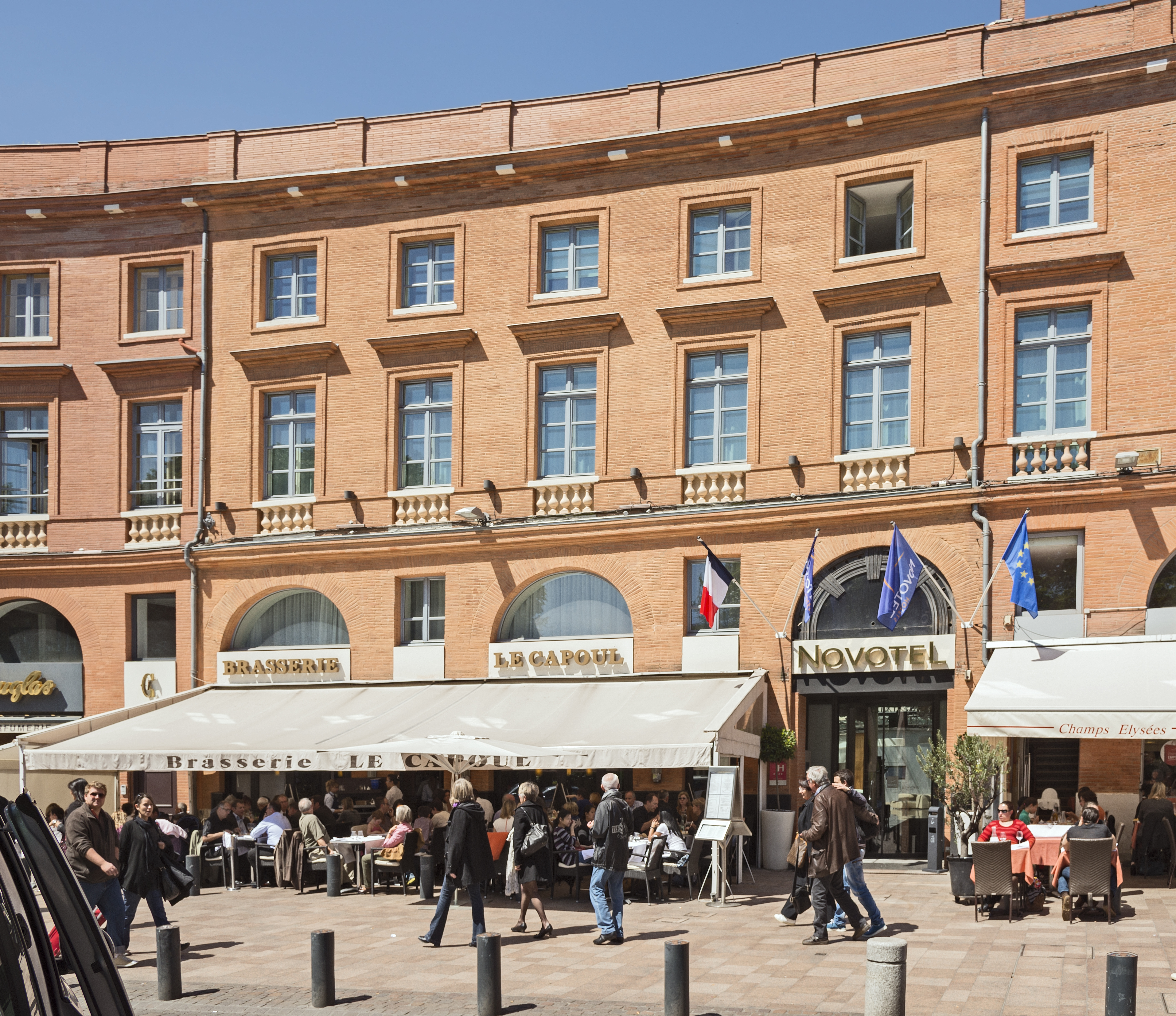
13, place Wilson[M 12]
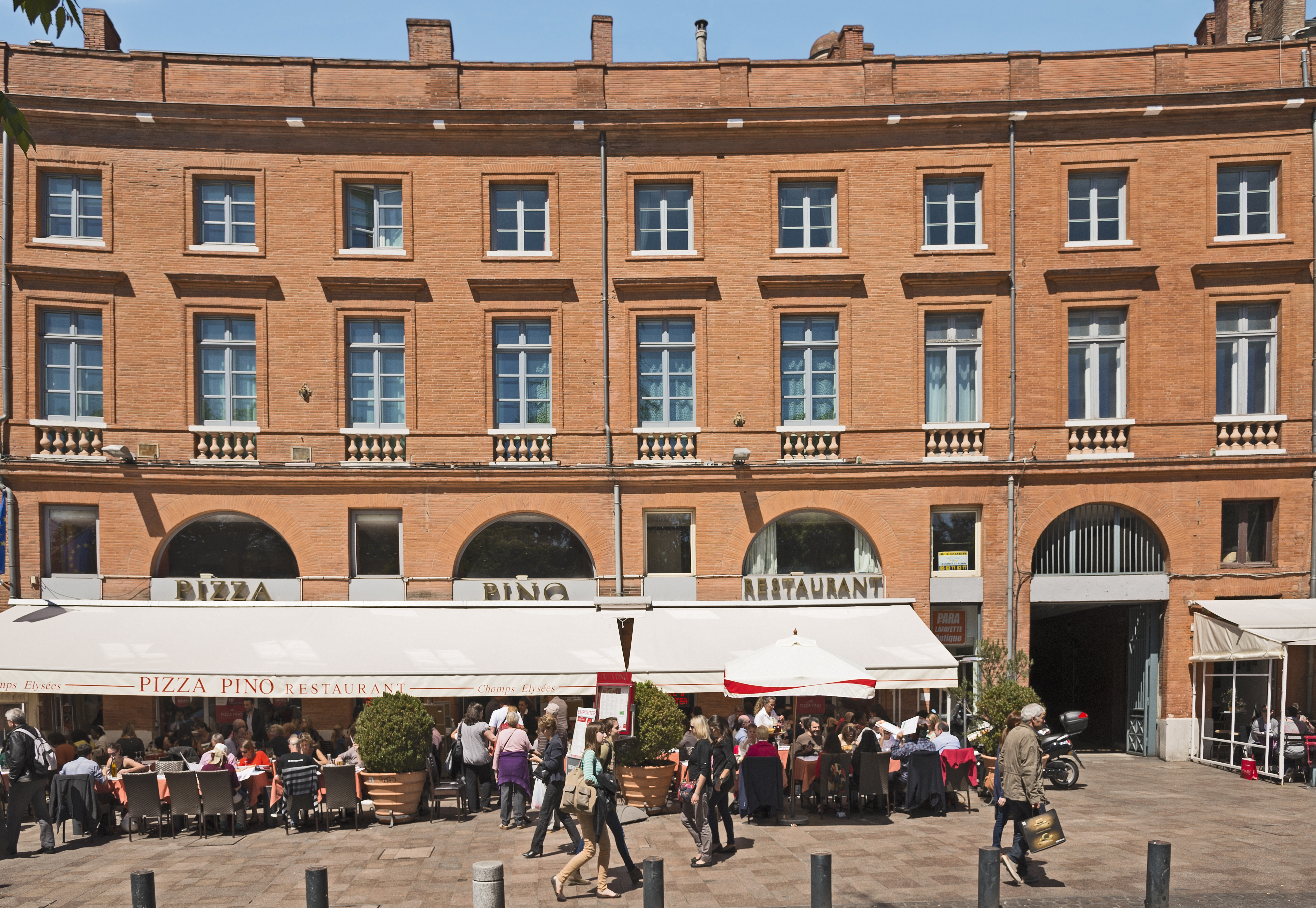
15 et 15bis, place Wilson[M 13]
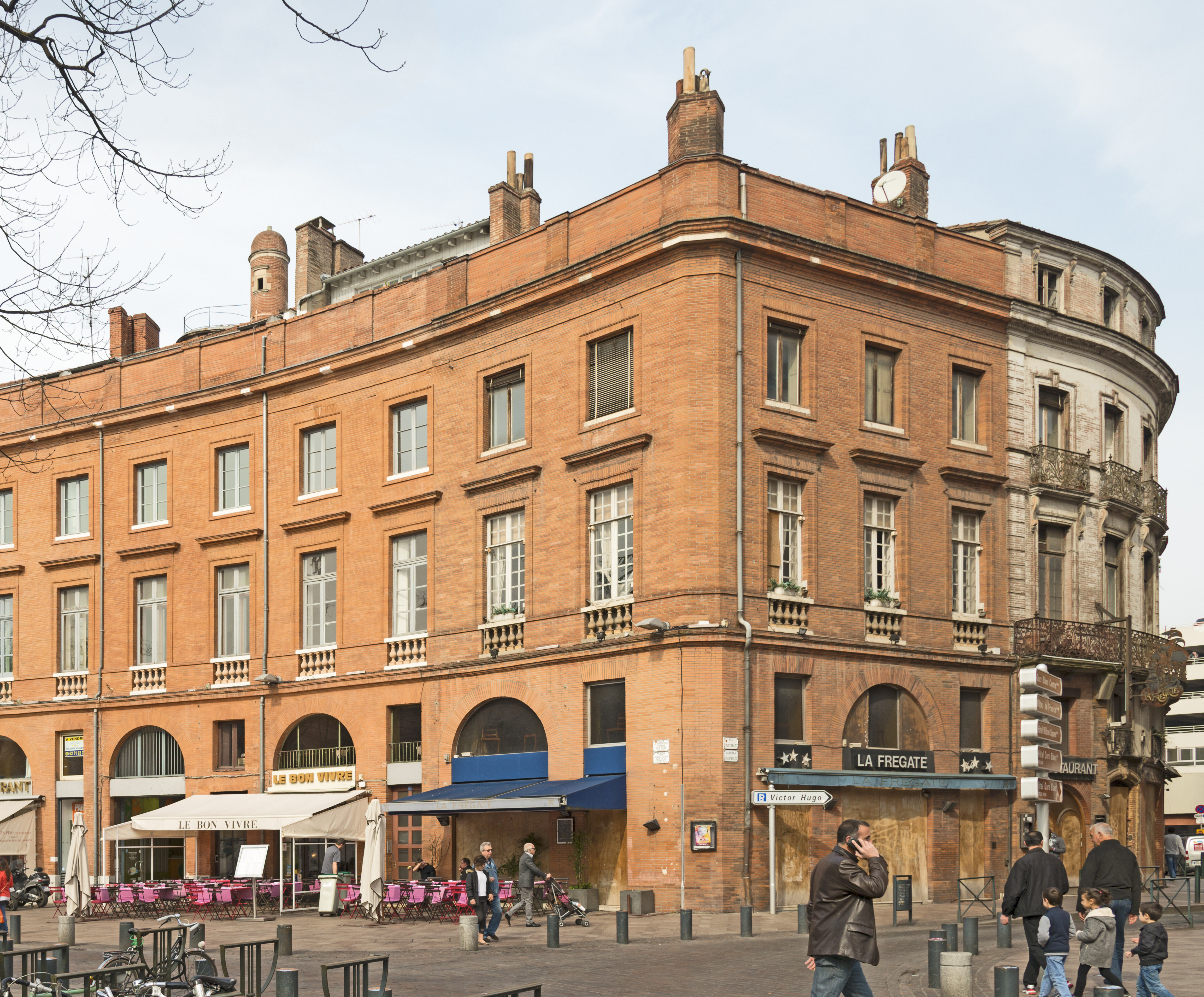
16, place Wilson[M 14]
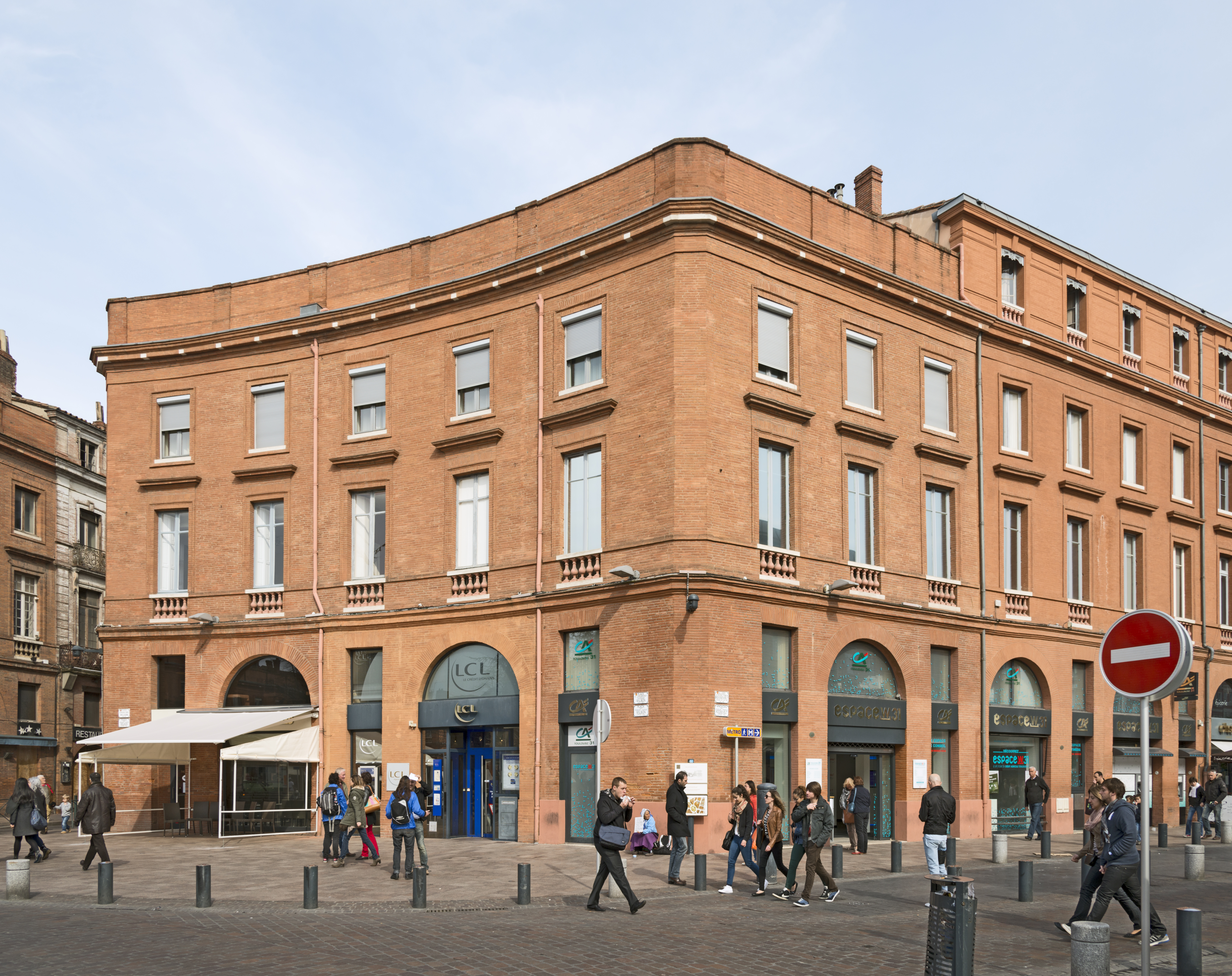
18, place Wilson[M 15]
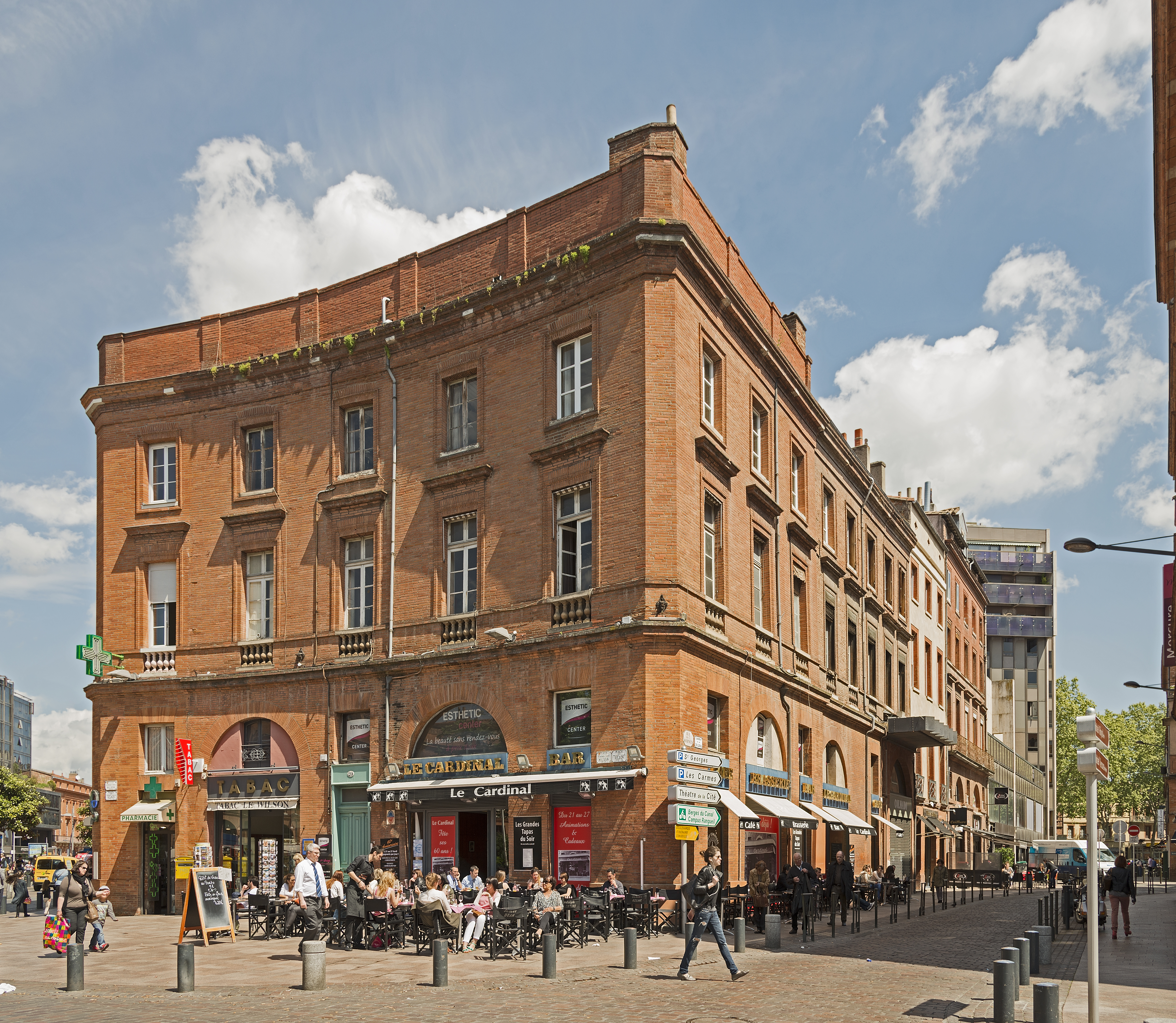
20, place Wilson[M 16]

### Square Pierre-Goudouli
Le square Lafayette est aménagé en 1876. Il est à l'époque entouré d'une grille en fer forgé et contient la sculpture Moïse brisant ses fers. Le square comporte aujourd'hui un cyprès chauve de Virginie, conifère perdant ses aiguilles en hiver; un ginkgo biloba femelle; un chêne rouge d'Amérique; un savonnier; un tulipier; un pin laricio; un chêne vert; un micocoulier; des tilleuls et un cèdre pleureur.
- Monument à Goudouli.
Le Monument à Goudouli est érigé en l'honneur du poète toulousain Pèire Godolin (1580-1649), auteur du Ramelet Moundi. Le projet, initié en 1884 par la municipalité, est confié, dix ans plus tard, aux sculpteurs Alexandre Falguière et Antonin Mercié, et à l'architecte Paul Pujol. Il est inauguré le 23 mai 1908. Le groupe sculpté, en marbre clair, prend place au centre du bassin circulaire d'une fontaine qui compte des jets verticaux. Il est placé sur un piédestal qui a permis de le surélever. Il figure le poète se reposant près de l'eau : Pèire Godolin, l'air souriant, en habit du XVIIe siècle, est assis sur un tertre rocheux où il a déposé son chapeau, tenant un livre et quelques feuillets dans la main gauche. Une femme nue, allongée à ses pieds et appuyée sur une urne qui déverse de l'eau, figure la Garonne[13].

- buste d'Armand Silvestre.
Le monument, qui se dresse face à la rue Saint-Antoine-du-T., honore la mémoire d'Armand Silvestre (1837-1901), écrivain et poète mort à Toulouse. Il est réalisé en 1948 par le sculpteur toulousain Joseph Andrau, professeur à l'École des beaux-arts de la ville : il vient remplacer un monument en bronze, placé au Jardin des Plantes, mais fondu pendant la Seconde Guerre mondiale dans le cadre de la mobilisation des métaux non ferreux. La statue repose sur un piédestal haut de 1,20 mètre, sur lequel sont gravés une dédicace et le nom du sculpteur. Le buste, en pierre blanche, haut de 0,70 mètre, représente le poète, une écharpe autour du cou[14].

- Monument à Éphraïm Mikhaël (Joseph Michel).

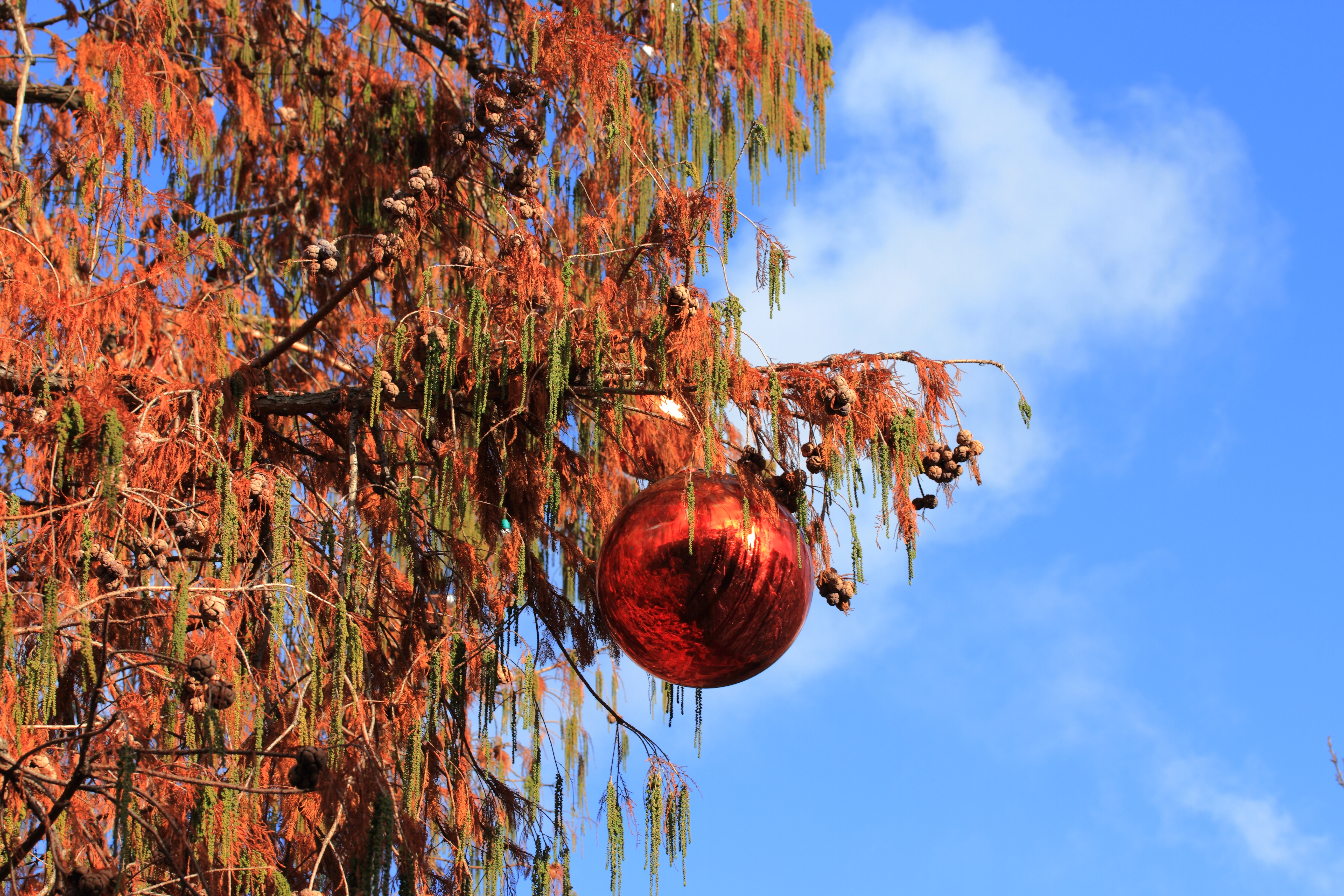
Cyprès chauve de la place Wilson en période de Noël.
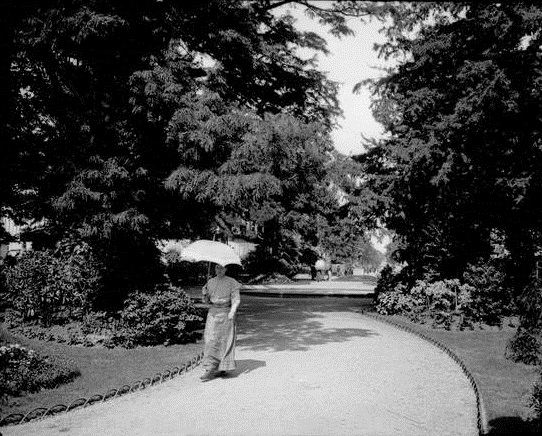
Square en 1905. Photographie par Eugène Trutat, archives de Toulouse.
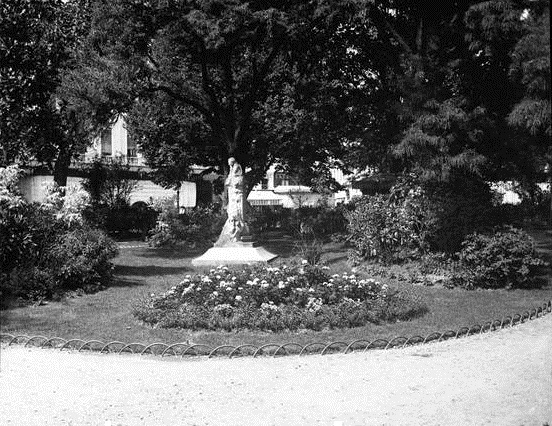
Sculpture d'Ephraïm Mikhaël en 1905. Photographie par Eugène Trutat, archives de Toulouse.